# 朝鲜—巴勒斯坦关系
朝鲜－巴勒斯坦关系（朝鲜语：／）是指朝鲜民主主义人民共和国与巴勒斯坦国的双边关系。朝鮮向來都視以色列為「帝國主義傀儡國」而承認所有以色列的領土為巴勒斯坦主權土地，除了1967年佔領、1981年吞併的敘利亞戈蘭高地以外。韩国则不承认巴勒斯坦的主权国家地位。

## 历史
朝鮮與巴勒斯坦解放組織的關係始於1966年。金日成與亚西尔·阿拉法特个人關係较为亲密，朝鮮曾經為巴勒斯坦提供援助。朝鮮在1970年代起開始支持巴解組織，并向巴解组织少量武器和軍事援助。朝鲜武器援助的对象包括巴解组织、解放巴勒斯坦人民阵线和解放巴勒斯坦民主陣線等左翼派别。20世纪80年代，中国和苏联相继开始改革并停止对外输出革命，朝鲜在此时也停止了对巴勒斯坦的军事援助。
苏联解体后，朝鲜在巴以冲突中的参与度下降，朝鲜从输出革命转向实用主义。在2008年加沙戰爭期间，朝鲜严厉谴责以色列的行动。外务省发言人谴责以色列杀害手无寸铁的平民，并称这犯下了危害人类罪，也是对中东和平进程的威胁。在联合国大会上，朝鲜常驻联合国代表申善浩说，朝鲜“完全支持巴勒斯坦人驱逐以色列的斗争”，并支持恢复巴勒斯坦人民的自决权。
2010年加沙船队冲突后，朝鲜外务省称这次袭击是在美国指导下实施的“危害人类罪”。朝鲜的声明还表示完全支持巴勒斯坦人自决。2013年11月，朝鲜媒体《劳动新闻》报道巴勒斯坦驻朝鲜大使前往参观朝鲜战争胜利纪念馆。
2014年7月15日巴以加沙冲突期间，朝鲜外务省发表了一份声明，再度谴责以色列对巴勒斯坦居民区的军事袭击，并称以色列犯下了“不可饶恕的反人类罪行”。英國媒體指控朝鮮向哈馬斯出售武器並傳授地道挖掘技術。
2023年10月加薩—以色列衝突期間，以色列繳獲的哈馬斯武器中疑似發現了朝鲜制造的F-7火箭推进榴弹。不過朝鮮方面對此予以否認。朝鲜政府对巴勒斯坦和两国方案表示支持，而谴责美国和以色列。